# Aechmea magdalenae
Aechmea magdalenae (André) André ex Baker, 1889 è una pianta della famiglia delle Bromeliaceae, diffusa dal Messico all'Ecuador.
Coltivata in Messico, è usata per le sue fibre nella fabbricazione di articoli in pelle ricamata.

## Distribuzione e habitat
La specie è ampiamente diffusa in tutta l'America centrale e nella parte nord-occidentale del Sud America. Si trova in molti paesi tra cui Messico, Costa Rica, Honduras, Belize, Panama, Colombia e Ecuador.

## Usi
La specie è coltivata nel sud del Messico per le sue fibre  (pita) che servono nell'artigianato in particolare per il ricamo su cuoio in una tecnica nota come piteado.